# Prasophyllum murfetii
Prasophyllum murfetii är en orkidéart som beskrevs av David Lloyd Jones. Prasophyllum murfetii ingår i släktet Prasophyllum och familjen orkidéer.
Artens utbredningsområde är Sydaustralien. Inga underarter finns listade i Catalogue of Life.